# Момчило Мурић
Момчило Мурић (Титово Ужице, 3. јануара 1958) српски је позоришни, телевизијски и филмски глумац. Стални је члан ужичког Народног позоришта.

## Филмографија
| Год.       | Назив                               | Улога                           |
| ---------- | ----------------------------------- | ------------------------------- |
| 1991.      | Ноћ у кући моје мајке               | Чума                            |
| 1993—1996. | Срећни људи                         | Палигорићев шофер / Инспектор I |
| 2006.      | Живот је чудо (серија)              | Сељак                           |
| 2006.      | Љубав, навика, паника               | Мика                            |
| 2006.      | Завет                               |                                 |
| 2007—2008. | Кафаница близу СИС-а                |                                 |
| 2009—2010. | Село гори, а баба се чешља          | домар                           |
| 2013.      | Мамарош                             | граничар                        |
| 2013.      | Равна гора                          | машиновођа                      |
| 2015.      | За краља и отаџбину                 | машиновођа                      |
| 2018.      | Шифра Деспот                        | магационер                      |
| 2018.      | Ургентни центар                     | доктор Делибашић                |
| 2019.      | Dreams                              |                                 |
| 2023.      | Сахрана, бижутерија и по који капут | Жица                            |

## Представе
- Краљева јесен
- Народни посланик
- Позајмљени стан
- Sporting life
- Кир Јања
- Вештица
- Хотел „Слободан промет“
- Беспарица, беспарица
- Хајде да се играмо
- Бели ђаволи
- Како су господина Мокинпота одучили од тога да пати
- Породица Бло
- Легенда о Митру сељаку
- Магна карта
- Скапенове подвале
- Башта под Грмечом
- Чедомир Илић
- Сан зимске ноћи
- Мрешћење шарана
- Хакимове приче из 1001 ноћи
- Путујуће позориште Шопаловић
- Из Облака Деда Мраза
- Лажа и паралажа
- Покојник
- Поштована децо
- Комунистички рај
- Причао вуку
- Војцек
- Амадеус
- Мали принц
- Јахачи магле
- Небеска војска
- Кабаре
- Сумњиво лице
- Чекајући Годоа
- Маскенбал
- Сенка господина Випа
- Како вам драго
- Обилић
- Професионалац
- Продан на Косову
- Чудо у „Шаргану“
- Велики обрачун у циркусу
- Схвати једном људски роде да не можеш без природе
- Радо иде Србин у војнике
- Краљ и његов комедиограф
- Луди Бранко
- Клопка
- Нинџа корњаче - Отмица Деда Мраза
- Принц Растко - Монах Сава
- Учене жене
- Галеб
- Црна хроника
- Идем у лов
- Шума
- Симеон Немања
- Ко зна боље, широко му поље
- Дуго путовање у ноћ
- Савонарола и његови пријатељи
- Талични Том и Далтони
- Подвала
- Наши долазе
- Зганарел или уображени рогоња
- Независна република ужичка
- Дозивање светог имена српског
- Каперан Џон Пиплфокс
- Богојављенска ноћ
- Како засмејати господара
- Пер Гинт
- Хасанагиница
- Портфирогенеза
- Атентат
- Пилад
- Карданус
- Вртешка
- Жорж Дарден
- Мајстор и Маргарита
- Румунија 21
- Лизистрата
- Дугоња, Трбоња и Видоња
- Народни посланик
- Сплетка и љубав
- Снежана и седам патуљака
- Смећарник
- Прах и пепео
- Одумирање међеда
- Хроми идеали
- Невидљиви људи
- Палчица
- Коштана
- Али град ме је штитио
- Опет плаче, ал сад од среће
- Како живот

## Награде и признања
- Признање за епизодну улогу у представи Путујуће позориште Шопаловић на XXII фестивалу „Јоаким Вујић“
- Награда за најбољу мушку улогу на XXVII фестивалу „Јоаким Вујић“, за улогу у представи Радо иде Србин у војнике
- Награда „ЧАР“ за глумца вечери, за улогу Трбоње у представи Дугоња, Трбоња и Видоња на 7. Међународном позоришном фестивалу за децу у Зајечару